# Anne Hamilton (1766-1846)
Anne Hamilton (16 mars 1766 - 10 octobre 1846) est une aristocrate et une amie de la reine britannique Caroline de Brunswick.

## Biographie
Elle est née en 1766, fille d'Archibald Hamilton (9e duc de Hamilton). Elle devient dame d'honneur de Caroline de Brunswick, princesse de Galles, et occupe ce poste jusqu'en 1813, lorsque la princesse quitte le pays. Elle est de nouveau employée par Caroline à son retour en 1820 et Hamilton est avec elle jusqu'à sa mort et son inhumation à Brunswick en 1821.
Lady Anne Hamilton publie un poème épique satirique appelé Epics of the Ton en 1807. L'ouvrage, qui est publié de manière anonyme, caricature les principales personnalités impliquées dans ce qui est appelé "L'enquête délicate" de la moralité et de l'adultère présumé de Caroline de Brunswick. Elle fait référence aux personnages principaux par leurs initiales.

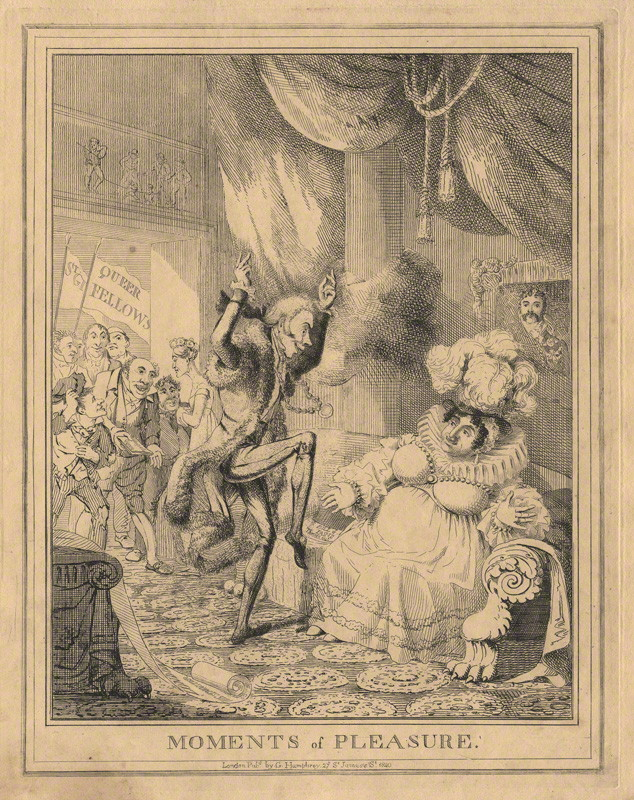
Moments of Pleasure - une copie satirique de Theodore Lane incorporant Lady Anne Hamilton; Matthew Wood (1er baronnet) et Caroline de Brunswick.

En 1805 et en 1815, elle est peinte par James Lonsdale et ces portraits sont exposés à la Royal Academy. Lady Anne est également incluse dans un certain nombre d'estampes satiriques de Theodore Lane en 1820 et 1821.
En 1832, un livre est publié qui prétend révéler des faits sur la maison royale. Il est intitulé Histoire secrète de la Cour d'Angleterre depuis l'accession de George et est attribué à "Lady Anne Hamilton" . Ce livre est écrit par une femme qui a gagné la confiance de Hamilton et est appelé «SW» dans sa correspondance. Olivia Serres (née Wilmot) est suspectée d'en être l'auteure. Le scandale qui en résulte oblige l'éditeur à fuir pour éviter les poursuites et Hamilton doit passer du temps en France.
Elle est décédée à Islington en 1846 et est enterrée au Cimetière de Kensal Green.